# Liste der Bundeswehrstandorte in Nordrhein-Westfalen
Die Liste der Bundeswehrstandorte in Nordrhein-Westfalen zeigt alle derzeit aktuellen Standorte, in denen Einheiten oder Posten der Bundeswehr im Bundesland Nordrhein-Westfalen stationiert sind. Verlegungen der Einheiten zu anderen Standorten, Umbenennung und Auflösungen sowie Schließungen von Liegenschaften bzw. Standorten, sind in Klammern beschrieben. Die Abkürzungen, welche in Klammern hinter der jeweiligen Dienststelle bzw. Teilen von einer solchen aufgeführt sind, kennzeichnen die Zugehörigkeit zur jeweiligen Teilstreitkraft bzw. zum jeweiligen Organisationsbereich und stehen für:
1. Teilstreitkräfte und Zentrale Organisationsbereiche:
Heer (H),
Luftwaffe (L),
Marine (M),
Streitkräftebasis (SKB),
Cyber- und Informationsraum (CIR),
Zentraler Sanitätsdienst (ZSan).
2. Organisationsbereich Ausrüstung, Informationstechnik und Nutzung (AIN).
3. Organisationsbereich Personal (P).
4. Organisationsbereich Infrastruktur, Umweltschutz und Dienstleistungen (IUD).
Die Abkürzung ZMZ steht für die Zivil-Militärische Zusammenarbeit. Verbindungs-Dienststellen der ZMZ sind teilaktiv. Sie werden durch einen Stabsoffizier geführt, welcher als Vertreter der Bundeswehr im Kreis bzw. im Regierungsbezirk fungiert. Er ist mit dem Truppenausweis als Dienstausweis ausgerüstet.
Die Liste enthält außerdem Standorte, die von der Bundeswehr wegen ihrer geringen Dienstpostenanzahl offiziell nicht mehr als „Bundeswehrstandort“ bezeichnet werden. Jedoch sind dort weiterhin Bundeswehrangehörige stationiert. Die Standorte verbleiben lediglich zu Informationszwecken in der Liste. Sie sind in der Auflistung mit dem Zusatz „weniger als 15 Dienstposten“ versehen.

## Standorte
- Aachen
  - Liegenschaft Debyestraße 21
    - Bundeswehr-Dienstleistungszentrum Aachen (IUD)

  - Dr.-Leo-Löwenstein-Kaserne (bis 21. Januar 2014 Gallwitz-Kaserne)
    - Technische Schule des Heeres – Fachschule des Heeres für Technik (H)
    - weitere Dienststellen

  - Lützow-Kaserne
    - Technische Schule des Heeres (H)
    - Beratungsbüro Aachen Teile Karriereberatungsbüro (P)
    - weitere Dienststellen

  - Theodor-Körner-Kaserne
    - Kraftfahrausbildungszentrum Aachen (SKB)
    - Technische Schule des Heeres (H)
    - Integriertes Fach- und Ausbilderzentrum SASPF der Bundeswehr (IFAZ SASPF Bw) (SKB)
    - Sanitätsversorgungszentrum Aachen (ZSan)
    - weitere Dienststellen

- Ahlen
  - Westfalen-Kaserne
    - Aufklärungsbataillon 7 (H)
    - Rekrutenkompanie 3 (H)
    - Sanitätsversorgungszentrum Ahlen (ZSan)
    - weitere Dienststellen

- Arnsberg
  - Dienstgebäude Clemens-August-Straße 15
    - Karriereberatungsbüro Arnsberg

- Augustdorf
  - Generalfeldmarschall-Rommel-Kaserne
    - Stab Panzerbrigade 21 (H)
    - Stabs-/Fernmeldekompanie Panzerbrigade 21 (H)
    - Panzerbataillon 203 (H) (Verlegung nach Litauen 2025 geplant)
    - Panzerartilleriebataillon 215 (H) (Neuaufstellung 2025 geplant)
    - Panzergrenadierbataillon 212 (H)
    - Ausbildungs- und Unterstützungskompanie 212 (H)
    - 2./Versorgungsbataillon 7 (H)
    - 5./Feldjägerregiment 2 (SKB)
    - Kraftfahrausbildungszentrum Augustdorf (SKB)
    - Familienbetreuungszentrum Augustdorf (TerrFüKdoBw)
    - Sanitätsunterstützungszentrum Augustdorf (ZSan)
      - Facharztzentrum Augustdorf (ZSan)
      - Sanitätsversorgungszentrum Augustdorf (ZSan)
      - Sanitätsstaffel Einsatz Augustdorf (ZSan)

    - Bundeswehr-Dienstleistungszentrum Augustdorf (IUD)
    - Beratungsbüro Augustdorf (P)
    - weitere Dienststellen

- Bochum
  - Dienstgebäude Universitätsstraße 90
    - Karriereberatungsbüro Bochum (P)

- Bonn
  - Hardthöhe
    - Bundesministerium der Verteidigung
    - Stabs- und Unterstützungszug Bundesministerium der Verteidigung (SKB)
    - Kommando Streitkräftebasis (SKB)
    - Streitkräfteamt (SKB)
    - Kommando Informationstechnik der Bundeswehr (CIR)
    - 6./Feldjägerregiment 2 (SKB)
    - Facharztzentrum Bonn (ZSan)
    - Sanitätsversorgungszentrum Bonn (ZSan)
    - Bundesamt für Infrastruktur, Umweltschutz und Dienstleistungen der Bundeswehr (IUD)

  - Liegenschaft Euskirchener Straße 80
    - Bundeswehr-Dienstleistungszentrum Bonn (IUD)

  - Liegenschaft Robert-Schuman-Platz
    - Zentrum Militärmusik der Bundeswehr (SKB)

  - Liegenschaft Johanna-Kinkel-Straße 2–4
    - Kommando Cyber- und Informationsraum (CIR)

  - Liegenschaft Godesberger Allee
    - Kommando Cyber- und Informationsraum (CIR)

  - Dienstgebäude Königswinterer Straße 554–556
    - Bildungszentrum der Bundeswehr (Abteilung IV – Bundesakademie) (P)
    - Teile Bundesamt für das Personalmanagement der Bundeswehr (P)
    - Beratungsbüro Bonn (P)

  - Teile Ausbildungszentrum CIR (CIR)[2]
  - weitere Dienststellen

- Brakel
  - Radarstellung Auenhausen
    - Abgesetzter Technischer Zug 242 Auenhausen (L)

- Detmold
  - Dienstgebäude Heidenoldendorfer Straße 136
    - Karriereberatungsbüro Detmold (P)

- Dorsten
  - Munitionsdepot (SKB)
  - Bundeswehrfeuerwehr Munitionsdepot (IUD)
  - weitere Dienststellen

- Dortmund
  - Dienstgebäude Ostenhellweg 35
    - Karriereberatungsbüro Dortmund (P)

- Düsseldorf
  - Liegenschaft Mörsenbroicher Weg 150/Wilhelm-Raabe-Straße 46
    - Landeskommando Nordrhein-Westfalen (SKB)
    - Kompetenzzentrum Baumanagement (IUD)
    - Teile Bundesamt für das Personalmanagement der Bundeswehr (P)
    - Bundeswehr-Dienstleistungszentrum Düsseldorf (IUD)

  - Liegenschaft Ludwig-Beck-Straße 23
    - Karrierecenter der Bundeswehr (P)

  - Liegenschaft Knittkuhler Straße (Mobilmachungsstützpunkt)
  - Dienstgebäude Grafenberger Allee 300
    - Sachgebiet Karriere- und Beratungsbüro Düsseldorf (P)
    - Beratungsbüro Düsseldorf (P)
    - weitere Dienststellen

- Erndtebrück
  - Hachenberg-Kaserne
    - Einsatzführungsbereich 2 (L)
    - Einsatzführungsausbildungsinspektion 23 (L)
    - Systemzentrum 25 (L)
    - Ausbildungsgruppe IV Technisches Ausbildungszentrum der Luftwaffe (L)
    - Sanitätsversorgungszentrum Erndtebrück (ZSan)
    - weitere Dienststellen

- Eschweiler
  - Donnerberg-Kaserne
    - Technische Schule des Heeres; Lehrgruppe A (H)
    - weitere Dienststellen

- Euskirchen
  - Mercator-Kaserne
    - Big Band der Bundeswehr (SKB)
    - Zentrum für Geoinformationswesen der Bundeswehr (CIR)
    - Deutsche Delegation Brunssum – Deutscher Anteil NATO Detachment Satellite Ground Station (SKB)

  - Generalmajor-Freiherr-von-Gersdorff-Kaserne
    - Zentrum für Cyber-Sicherheit der Bundeswehr (CIR)
    - Teile Zentrum für Softwarekompetenz der Bundeswehr (CIR)
    - Teile Zentrum für Geoinformationswesen der Bundeswehr (CIR)
    - Familienbetreuungszentrum Euskirchen (TerrFüKdoBw)
    - Sanitätsversorgungszentrum Euskirchen (ZSan)
    - weitere Dienststellen

  - Campus Flamersheim
    - Zentrum für Softwarekompetenz der Bundeswehr (CIR)

- Geilenkirchen
  - NATO Air-Base Teveren
    - Dienstältester Deutscher Offizier Deutscher Anteil NATO Airborne Early Warning „AWACS“ (L)
    - Sanitätsversorgungszentrum Geilenkirchen (ZSan)

  - Selfkantkaserne
    - Zentrum für Verifikationsaufgaben der Bundeswehr (SKB)
    - weitere Dienststellen

- Gronau (Westfalen)
  - Materiallager (SKB)

- Hagen
  - Dienstgebäude Körnerstraße 40
    - Karriereberatungsbüro Hagen (P)

- Hamm
  - Dienstgebäude Bismarckstraße 2
    - Karriereberatungsbüro Hamm (P)

- Herford
  - Dienstgebäude Bäckerstraße 9
    - Karriereberatungsbüro Herford (P)

- Hilden
  - Waldkaserne
    - 1./Feldjägerregiment 2 (SKB)
    - 7./Feldjägerregiment 2 (SKB)
    - Ausbildungsmusikkorps der Bundeswehr (SKB)
    - MAD-Stelle 3
    - weitere Dienststellen

- Höxter
  - General-Weber-Kaserne
    - ABC-Abwehrbataillon 7 (ZMZ) (SKB)
    - ABC-Abwehrbataillon 906 (na) (SKB)
    - Sanitätsversorgungszentrum Höxter (ZSan)
    - weitere Dienststellen

  - Dienstgebäude Triftweg 2
    - Beratungsbüro Höxter (P)

- Hürth
  - Bundessprachenamt (P)
    - Bundessprachenamt I. Inspektion (P)
    - Bundessprachenamt II. Inspektion (P)

  - weitere Dienststellen

- Jülich
  - Liegenschaft Wilhelm-Johnen-Straße 1
    - Mechatronikzentrum der Bundeswehr (SKB)
    - Ausbildungswerkstatt Jülich

  - Dienstgebäude Poststraße 18
    - Beratungsbüro Düren Teile Karriereberatungsbüro Jülich

- Kalkar
  - Von-Seydlitz-Kaserne
    - Zentrum Luftoperationen (L)
    - Luftwaffenunterstützungsgruppe Kalkar (L)
    - Führungsunterstützungssektor 3 (L)
    - Dienstältester Deutscher Offizier Deutscher Anteil Joint Air Power Competence Centre (L)
    - Sanitätsversorgungszentrum Kalkar (ZSan)
    - Bundeswehrfeuerwehr Zentrum Luftoperationen (IUD)
    - weitere Dienststellen

- Kerpen
  - Boelcke-Kaserne
    - Teile Taktisches Luftwaffengeschwader 31 „Boelcke“ (L)
    - Sanitätsversorgungszentrum Kerpen (ZSan)
    - weitere Dienststellen

- Köln
  - Luftwaffenkaserne Wahn (Köln-Wahnheide)
    - Teile Kommando Luftwaffe (L)
    - Luftwaffentruppenkommando (L)
    - Flugbereitschaft des Bundesministeriums der Verteidigung (L)
      - Fliegende Gruppe Flugbereitschaft des Bundesministeriums der Verteidigung (L)
      - Technische Gruppe Flugbereitschaft des Bundesministeriums der Verteidigung (L)

    - Zentrum für Luft- und Raumfahrtmedizin der Luftwaffe (L)
    - Führungsunterstützungszentrum der Luftwaffe (L) (Verlegung nach Schortens geplant)
    - Führungsunterstützungssektor 2 (L) (Verlegung nach Schortens geplant)
    - Generalarzt der Luftwaffe (L)
    - Luftwaffenunterstützungsgruppe Wahn (L)
    - Sanitätsunterstützungszentrum Köln-Wahn (ZSan)
      - Sanitätsstaffel Einsatz Köln-Wahn (ZSan)
      - Facharztzentrum Köln-Wahn (ZSan)
      - Sanitätsversorgungszentrum Köln-Wahn (ZSan)

    - Bundeswehr-Dienstleistungszentrum Köln (IUD)
    - Bundeswehrfeuerwehr Köln (IUD)

  - Konrad-Adenauer-Kaserne (Köln-Raderthal)
    - Bundesamt für den Militärischen Abschirmdienst
    - Sanitätsversorgungszentrum Köln-Raderthal (ZSan)
    - Jugendoffizier Köln (SKB)
    - Unterstützungspersonal Kasernenkommandant Köln 1

  - Lüttich-Kaserne (Köln-Longerich)
    - Bundesamt für das Personalmanagement der Bundeswehr (P)
    - Sportfördergruppe der Bundeswehr Köln (TerrFüKdoBw)

  - Gereon-Kaserne (Köln-Westhoven)
    - Teile Bundesamt für das Personalmanagement der Bundeswehr (P)

  - Dienstliegenschaft Köln Colonia-Allee
    - Amt für Heeresentwicklung (H)
    - Teile Bundeswehr-Dienstleistungszentrum
    - Teile Bundessprachenamt

  - Liegenschaft Kardorfer Straße 1
    - Bundeswehrfachschule Köln (P)

  - Dienstgebäude Brühler Straße 309/309a
    - Teile Bundesamt für das Personalmanagement der Bundeswehr (P)
    - Teile Amt für Heeresentwicklung (H)
    - Teile Karrierecenter der Bundeswehr (P)

  - Liegenschaft Gereonstraße 1–3
    - Beratungsbüro Köln

  - Dienstgebäude Lindenallee 61/Bonnstraße 547 (Evangelische Standortkirche)
    - Evangelisches Militärpfarramt Köln I (MilSeels)

  - weitere Dienststellen

- Königswinter
  - Materiallager Königswinter-Eudenbach (SKB)

- Mechernich
  - Bleiberg-Kaserne
    - Kalibrierzentrum der Bundeswehr (SKB)
      - Regionallabor 1

    - Bundeswehrdepot West (SKB)
    - Materiallager Mechernich (SKB)
    - Bundeswehrfeuerwehr Mechernich (IUD)
    - Feldpostleitstelle Mechernich
    - Sanitätsversorgungszentrum Mechernich (ZSan)
    - weitere Dienststellen

- Minden
  - Herzog-von-Braunschweig-Kaserne
    - Deutsch/Britisches Pionierbrückenbataillon 130 (H)
    - weitere Dienststellen

  - Pionierübungsplatz (Wasser)

- Mönchengladbach
  - Dienstgebäude Hardter Straße 9
    - Zentrum Kraftfahrwesen der Bundeswehr (SKB)

  - Dienstgebäude Lürriper Straße 52
    - Sachgebiet Karriere- und Beratungsbüro Mönchengladbach (P)
    - Beratungsbüro Mönchengladbach (P)

  - weitere Dienststellen

- Münster
  - Liegenschaft Schlossplatz 15
    - Deutscher Anteil I. Deutsch-Niederländisches Korps (H)
    - Deutscher Anteil 1./Fernmeldebataillon I. Deutsch-Niederländisches Korps (H)
    - Dienstältester Deutscher Offizier Deutscher Anteil Air Operations Coordination Centre I. (GE/NL) Korps (L)

  - Blücher-Kaserne (Prüfung Nutzungskonzept bis vrsl. Ende 2019)
    - Deutscher Anteil Stabs- und Unterstützungsbataillon I. Deutsch-Niederländisches Korps (H)

  - Lützow-Kaserne
    - 2./Feldjägerregiment 2 (SKB)
    - Luftwaffenmusikkorps Münster (SKB)
    - Sanitätsversorgungszentrum Münster (ZSan)
    - Heimatschutzregiment 2
    - weitere Dienststellen

  - Liegenschaft Hohenzollernring 40
    - Truppendienstgericht Nord (R)

  - Liegenschaft Josefine-Mauser-Straße 51/Hoher Heckenweg 282
    - Bundeswehr-Dienstleistungszentrum Münster (IUD)

  - Liegenschaft Nieberdingstr. 18/22/24
    - Teile Karrierecenter der Bundeswehr (P)
    - Bundessprachenamt Sprachenzentrum West (P)
    - Bundessprachenamt IV. Inspektion (P)
    - Kompetenzzentrum Travel Management – Abrechnungsstelle Münster TM8 (IUD)

  - Luftwaffen-Kaserne
    - weitere Dienststellen

- Neuss
  - Güteprüfstelle Bundeswehr Düsseldorf (AIN)

- Nörvenich
  - Fliegerhorst Nörvenich
    - Taktisches Luftwaffengeschwader 31 „Boelcke“ (L)
      - Fliegende Gruppe Taktisches Luftwaffengeschwader 31 „Boelcke“ (L)
      - Technische Gruppe Taktisches Luftwaffengeschwader 31 „Boelcke“ (L)

    - Sanitätsversorgungszentrum Nörvenich (ZSan) (ab vrsl. 2018)
    - Bundeswehrfeuerwehr Flugplatz (IUD)
    - weitere Dienststellen

  - Kaserne Haus Hardt
    - Teile Taktisches Luftwaffengeschwader 31 „Boelcke“ (L) (ab vrsl. 2018)
    - Ausbildungswerkstatt Luftwaffe Nörvenich (L)

- Ochtrup
  - Materiallager (SKB)
  - weitere Dienststellen

- Paderborn
  - Truppenübungsplatz Senne
    - Deutscher Militärischer Vertreter Senne (SKB)
    - Deutsches Verbindungskommando 21st Theater Sustainment Command (Vereinigte Staaten) und Headquarters British Forces Germany - G9 (Vereinigtes Königreich) Teile Paderborn
    - Schießplatzaufbau Deutscher Militärischer Vertreter Senne (SKB)
    - Sanitätsunterstützungszentrum Augustdorf Teileinheiten Paderborn Sanitätsbereich Übende Truppe Senne (ZSan)

  - Dienstgebäude Königsplatz
    - Karriereberatungsbüro Paderborn (P)

- Porta Westfalica
  - Pionierübungsplatz (Land) Lerbeck
    - weitere Dienststellen

- Recklinghausen
  - Dienstgebäude Herner Straße 33–39
    - Karriereberatungsbüro Recklinghausen (P)

- Remscheid
  - Güteprüfstelle Bundeswehr Düsseldorf (AIN)

- Rheinbach
  - Tomburg-Kaserne
    - Betriebszentrum IT-System der Bundeswehr (CIR)
    - Teile Kommando Strategische Aufklärung (CIR)
    - Sanitätsversorgungszentrum Rheinbach (ZSan)
    - weitere Dienststellen

- Rheine
  - Theodor-Blank-Kaserne
    - Sanitätsregiment 4 (ZSan) (ab April 2020)
    - Teile Bundeswehrdienstleistungszentrum Münster (IUD)

  - Materiallager Rheine (SKB)
  - weitere Dienststellen

- Sankt Augustin
  - Teile Bundesamt für das Personalmanagement der Bundeswehr (P)

- Sendenhorst
  - Funksendestelle Albersloh (L)

- Siegburg
  - Brückberg-Kaserne
    - Musikkorps der Bundeswehr (SKB)
    - Teile Bundesamt für das Personalmanagement der Bundeswehr (P)
    - weitere Dienststellen

- Siegen
  - Dienstgebäude Emilienstraße 45
    - Jugendoffizier Siegen (SKB)

  - Dienstgebäude Spandauer Straße 5
    - Karriereberatungsbüro Siegen (P)

- Stolberg (Rheinland)
  - Güteprüfstelle Bundeswehr Köln (AIN)

- Straelen
  - Materiallager (SKB)
  - weitere Dienststellen

- Uedem
  - Luftverteidigungs-Anlage Uedem
    - Weltraumkommando der Bundeswehr
    - Dienstältester Deutscher Offizier Deutscher Anteil Combined Air Operations Centre (CAOC) (L)
    - Teile Zentrum Luftoperationen (L)
    - National Military Representative (DEU) SHAPE – Deutscher Anteil NATO CSA (SKB)
    - weitere Dienststellen

  - Abgesetzter Technischer Zug 241 – Radar-Gerätestellung Marienbaum (L)

- Unna
  - Glückauf-Kaserne
    - 1./Versorgungsbataillon 7 (H)
    - 3./Versorgungsbataillon 7 (H)
    - Kraftfahrausbildungszentrum Unna (SKB)
    - Logistikzentrum der Bundeswehr (LogZBw) Logistische Steuerstelle 8 (SKB)
    - Familienbetreuungszentrum Unna (TerrFüKdoBw)
    - Sanitätsversorgungszentrum Unna (ZSan)
    - weitere Dienststellen

- Warendorf
  - Sportschule der Bundeswehr (SKB)
  - Sportfördergruppe der Bundeswehr Warendorf (TerrFüKdoBw)
  - Zentrum für Sportmedizin der Bundeswehr (ZSan)
  - weitere Dienststellen

- Wesel
  - Schill-Kaserne
    - Dienstältester Deutscher Offizier / Deutscher Anteil 1st NATO Signal Battalion (CIR)
    - weitere Dienststellen

- Winterberg
  - weitere Dienststellen